# Wings of Alaska
Wings of Alaska — американская авиакомпания местного значения со штаб-квартирой в городе Джуно (Аляска, США), выполняющая регулярные пассажирские и чартерные перевозки между небольшими аэропортами штата Аляска.

## История
Авиакомпания Wings of Alaska была создана в 1982 году в качестве независимого авиаперевозчика, обеспечивающего регулярные пассажирское сообщение между малыми аэропортами Аляски, а также для выполнения чартерных полётов на экскурсионных маршрутах в юго-восточной части штата. Компания эксплуатирует небольшие самолёты, в число которых не входят реактивные лайнеры, поэтому пассажирам предлагаются значительно более низкие тарифы на авиабилеты по сравнению с авиакомпаниями регионального уровня, работающим на аналогичных и пересекающихся направлениях маршрутных сетей.
В начале 2000-х годов руководство Wings of Alaska подписало партнёрское соглашение (код-шеринг) с магистральной авиакомпанией Alaska Airlines, позволившее интегрировать собственную маршрутную сеть регулярных рейсов с маршрутной сетью перевозок магистрала.
Авиакомпания также имеет дочернее подразделение, занимающееся грузовыми авиаперевозками по населённым пунктам юго-восточной части Аляски, штаб-квартира которого так же находится в городе Джуно.

## Маршрутная сеть
В сентябре 2009 года авиакомпания Wings of Alaska выполняла регулярные пассажирские рейсы по следующим пунктам назначения:
- Джуно (JNU) — Международный аэропорт Джуно
- Эксёршен-Инлет (EXI) — Гидроаэропорт Эксёршен-Инлет
- Кейк (KAE) — Аэропорт Кейк
- Густавус (GST) — Аэропорт Густавус
- Хейнс (HNS) — Аэропорт Хейнс
- Хуна (HNH) — Аэропорт Хуна
- Скагуэй (SGY) — Аэропорт Скагуэй

## Флот
По состоянию на апрель месяц 2010 года воздушный флот авиакомпании Wings of Alaska состоял из следующих самолётов:
- 3 Cessna Grand Caravan — вместимостью до девяти пассажиров;
- 3 Cessna 207 — вместимостью до пяти пассажиров.